# Незалежність (срібна монета)
«Незале́жність» — срібна ювілейна монета номіналом 2 000 000 карбованців, випущена Національним банком України. Присвячена 5-й річниці схвалення Верховною Радою України 24 серпня 1991 року Акта проголошення державної незалежності України.
За спогадами представника Національної академії наук України в робочій групі з підготовки карбування монет Володимира Левченка, «Незалежність» мала стати першою ювілейною монетою України. Натомість 1995 року перевагу надали тематиці, пов'язаній з «Великою Вітчизняною війною», і викарбували «50 років перемоги». А монету «Незалежність» ввели в обіг через рік — 1 серпня 1996 року. Вона започаткувала серію «Відродження української державності».

## Опис та характеристики монети
| Номінал карб. | Метал            | Маса, грам   | Діаметр, мм. | Якість виготовлення | Гурт     | Тираж, штук |
| ------------- | ---------------- | ------------ | ------------ | ------------------- | -------- | ----------- |
| 2 000 000     | срібло 925 проби | 31,1 / 33,62 | 39           | пруф                | рифлений | 10 000      |

### Аверс
На аверсі монети в центрі кола, утвореного намистовим узором, знаходиться зображення малого Державного герба України в обрамленні з двох боків гілками калини. Над гербом розміщена дата «1996» — рік карбування монети. По колу монети написи: вгорі «УКРАЇНА», внизу у три рядки «2 МІЛЬЙОНИ КАРБОВАНЦІВ». Під щитом Державного герба розміщені позначення і проба дорогоцінного металу «Ag 925» та його вага у чистоті «31,1».

### Реверс

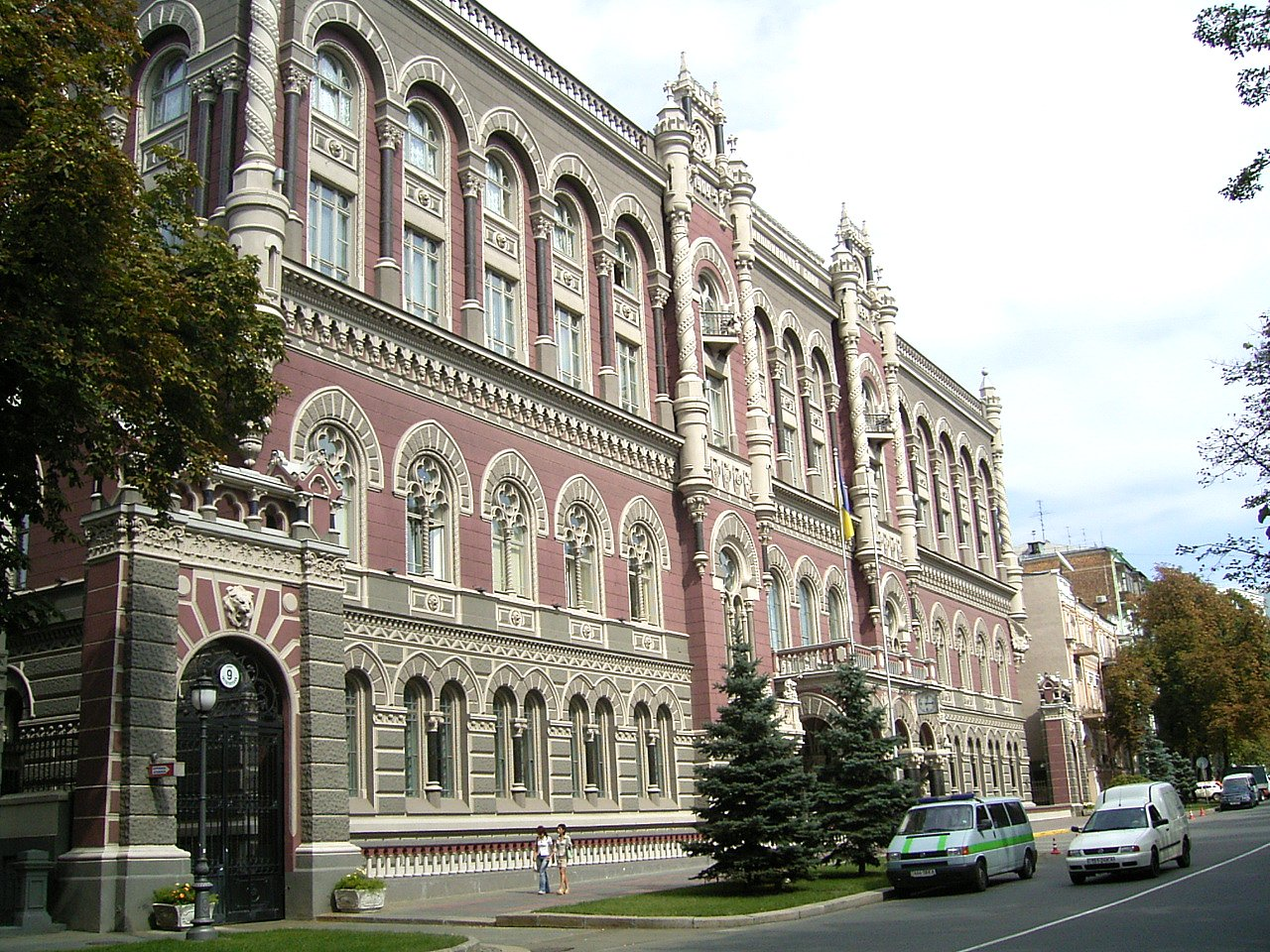
Будівля Національного банку України

На реверсі монети в лівій частині поля зображено постать молодої українки в національному вбранні, яка в правій руці тримає гілку квітучої калини, а ліву руку з лавровим вінком у ній держить над рельєфною картою України, розташованою в правій частині поля монети. В точці карти, яка відповідає місцезнаходженню столиці, розміщено зображення державного прапора України, полотнище якого майорить над картою. По колу монети написи: вгорі «НЕЗАЛЕЖНІСТЬ», внизу «24 СЕРПНЯ 1991 р.»

## Автори
- Художник — Івахненко Олександр.
- Скульптор — Хазов Олександр.

## Вартість монети
Ціна монети — 575 гривень, була вказана на сайті Національного банку України у 2014 році.
Фактична приблизна вартість монети з роками змінювалася так:
| Рік        | 2010  | 2011  | 2012  | 2013  | 2014  | 2015  | 2016  | 2017  | 2018  | 2019  | 2020  | 2021  | 2022  | 2023  | 2024  | 2025  |
| ---------- | ----- | ----- | ----- | ----- | ----- | ----- | ----- | ----- | ----- | ----- | ----- | ----- | ----- | ----- | ----- | ----- |
| Ціна, грн. | 1 200 | 1 300 | 1 300 | 1 200 | 1 200 | 1 000 | 2 050 | 2 200 | 2 100 | 2 000 | 2 250 | 2 500 | 2 500 | 7 000 | 9 200 | 9 800 |